# Diacyclops hypnicola
Diacyclops hypnicola är en kräftdjursart som först beskrevs av Gurney 1927.  Diacyclops hypnicola ingår i släktet Diacyclops och familjen Cyclopidae. Inga underarter finns listade i Catalogue of Life.